# Maidenia rubra
Maidenia rubra Rendle – gatunek roślin słodkowodnych z monotypowego rodzaju Maidenia z rodziny żabiściekowatych, endemiczny dla północno-zachodniej Australii, uznawany za synonim Vallisneria rubra.

## Systematyka
Należy do monotypowego rodzaju Maidenia, zaliczanego do podrodziny Anacharidoideae, wchodzącej w skład rodziny żabiściekowatych (Hydrocharitaceae), która należy z kolei do rzędu żabieńcowców (Alismatales).
Pod koniec XX wieku gatunek ten zaczął być uznawany za synonim Vallisneria rubra z rodzaju nurzaniec. Takie podejście zaproponowali między innymi D.H. Les w Systematics of Vallisneria (Hydrocharitaceae) (2008) i R. Govaerts w World Checklist of Selected Plant Families.